# Saison 7 d'Entourage
Chronologie
Saison 6 Saison 8
Cet article présente le guide des épisodes de la septième saison de la série télévisée américaine Entourage.

## Distribution de la saison

### Acteurs récurrents et invités
- Dania Ramírez : Alex[1]

## Épisodes

### Épisode 1:Cascades
- États-Unis : 27 juin 2010[2]
- France : date inconnue

- États-Unis : 2,48 millions de téléspectateurs[3]

- Emmanuelle Chriqui (Sloan McQuewick)
- Dania Ramírez (Alex)
- Dale Dye (lui-même)
- Jonathan Keltz (Jack Steinberg)
- Barrett Foa (Matt Wolpert)
- William Fichtner (Phil Yagoda)
- Nick Cassavetes (lui-même)
- Rick Salomon (lui-même)

### Épisode 2:Rappelé à l'ordre
- États-Unis : 11 juillet 2010

- États-Unis : 2,55 millions de téléspectateurs[4]

- Scott Caan (Scott Lavin)
- Autumn Reeser (Lizzie Grant)
- Dania Ramírez (Alex)
- Jonathan Keltz (Jack Steinberg)
- Janet Montgomery (Jennie)
- Nick Cassavetes (lui-même)
- Bob Saget (lui-même)
- Jerry Jones (lui-même)
- Maria Menounos (elle-même)
- Debi Mazar (Shauna Roberts)
- Emily Wilson (Amy)

### Épisode 3:Dramédie
- États-Unis : 18 juillet 2010

- États-Unis : 2,559 millions de téléspectateurs[5]

- Autumn Reeser (Lizzie Grant)
- Dania Ramírez (Alex)
- Taylor Cole
- Cassidy Lehrman (Sarah Gold)
- Paul Herman (Marvin)
- Beverly D'Angelo (Barbara Miller)
- Randall Wallace (lui-même)
- Adrian L. Peterson (lui-même)
- Jeff Garlin (Roger)
- William Fichtner (Phil Yagoda)
- Lucas Ellin (Jonah Gold)

### Épisode 4:Tequila Sunrise
- États-Unis : 25 juillet 2010

- États-Unis : 2,582 millions de téléspectateurs[6]

- Autumn Reeser (Lizzie Grant)
- Scott Caan (Scott Lavin)
- Emmanuelle Chriqui (Sloan McQuewick)
- Dania Ramírez (Alex)
- Jonathan Keltz (Jake Steinberg)
- Janet Montgomery (Jennie)
- Beverly D'Angelo (Barbara Miller)
- Tom Sizemore (lui-même)
- Shawne Merriman (lui-même)
- John Heard (Richard Wimmer)
- Miguel Sandoval (Carlos)
- Alan Dale (John Ellis)
- William Fichtner (Phil Yagoda)
- John Stamos (lui-même)
- Gary Cole (Andrew Klein)
- Soo Yeon Lee (elle-même)
- Michael S. Meldman (lui-même)

### Épisode 5:Cul-Sec
- États-Unis : 1er août 2010

- États-Unis : 2,85 millions de téléspectateurs[7]

- Emmanuelle Chriqui (Sloan McQuewick)
- Scott Caan (Scott Lavin)
- Autumn Reeser (Lizzie Grant)
- Jonathan Keltz (Jake Steinberg)
- Janet Montgomery (Jennie)
- Beverly D'Angelo (Barbara Miller)
- Randall Wallace (lui-même)
- Aaron Sorkin (lui-même)
- Bob Saget (lui-même)
- Stan Lee (lui-même)
- Jessica Simpson (elle-même)
- Mike Tyson (lui-même)
- Sasha Grey (elle-même)
- Carla Gugino (Amanda Daniels)

### Épisode 6:Hair
- États-Unis : 8 août 2010

- États-Unis : 2,56 millions de téléspectateurs[8]

- Scott Caan (Scott Lavin)
- Autumn Reeser (Lizzie Grant)
- Jonathan Keltz (Jake Steinberg)
- Janet Montgomery (Jennie)
- Beverly D'Angelo (Barbara Miller)
- Dania Ramírez (Alex)
- Constance Zimmer (Dana Gordon)
- Sasha Grey (elle-même)
- Carla Gugino (Amanda Daniels)
- Rhys Coiro (Billy Walsh)
- Rob Morrow (Jim Lefkowitz)

### Épisode 7:Tequila et Cocaïne
- États-Unis : 15 août 2010

- États-Unis : 2,72 millions de téléspectateurs[9]

- Scott Caan (Scott Lavin)
- Dania Ramírez (Alex)
- Emmanuelle Chriqui (Sloan McQuewick)
- Autumn Reeser (Lizzie Grant)
- Jonathan Keltz (Jake Steinberg)
- Janet Montgomery (Jennie)
- Patrick Gallagher (Randy)
- Beverly D'Angelo (Barbara Miller)
- Carrie Fisher (Anna Fowler)
- Miguel Sandoval (Carlos)
- Constance Zimmer (Dana Gordon)
- Sasha Grey (elle-même)
- Randall Wallace (lui-même)
- Lenny Kravitz (lui-même)
- Sean Combs (lui-même)
- Rhys Coiro (Billy Walsh)
- Mark Wahlberg (lui-même)
- Chris Bosh (lui-même)

### Épisode 8:Sniff Sniff Gang Bang
- États-Unis : 22 août 2010

- États-Unis : 2,65 millions de téléspectateurs[10]

- Scott Caan (Scott Lavin)
- Dania Ramírez (Alex)
- Emmanuelle Chriqui (Sloan McQuewick)
- Nora Dunn (Dr Marcus)
- Bob Odenkirk (Ken Austin)
- Jonathan Keltz (Jake Steinberg)
- Janet Montgomery (Jennie)
- Rob Morrow (l'avocat d'Ari)
- Beverly D'Angelo (Barbara Miller)
- Mark Cuban (lui-même)
- Miguel Sandoval (Carlos)
- Sasha Grey (elle-même)
- Constance Zimmer (Dana Gordon)
- William Fichtner (Phil Yagoda)
- Jeffrey Tambor (lui-même)
- Rhys Coiro (Billy Walsh)
- Kevin Love (lui-même)
- Brent Bolthouse (lui-même)

### Épisode 9:Scène de porno dans un restaurant Italien
- États-Unis : 29 août 2010

- États-Unis : 2,86 millions de téléspectateurs[11]

- Scott Caan (Scott Lavin)
- Dania Ramírez (Alex)
- Bob Odenkirk (Ken Austin)
- Cassidy Lehrman (Sarah Gold)
- Jonathan Keltz (Jake Steinberg)
- Janet Montgomery (Jennie)
- Mark Cuban (lui-même)
- Queen Latifah (elle-même)
- Sasha Grey (elle-même)
- Miguel Sandoval (Carlos)
- Ethan Suplee (lui-même)
- Peter Berg (lui-même)
- William Fichtner (Phil Yagoda)
- Rhys Coiro (Billy Walsh)
- Carla Gugino (Amanda Daniels)
- Brian Urlacher (lui-même)
- Lucas Ellin (Jonah Gold)
- Richard Branson (lui-même, non crédité)

### Épisode 10:Lose Yourself
- États-Unis : 12 septembre 2010

- États-Unis : 2,72 millions de téléspectateurs[12]

- Scott Caan (Scott Lavin)
- Dania Ramírez (Alex)
- Emmanuelle Chriqui (Sloan McQuewick)
- Bob Odenkirk (Ken Austin)
- Illeana Douglas (Marcie)
- Jami Gertz (Marlo Klein)
- Cassidy Lehrman (Sarah Gold)
- Jonathan Keltz (Jake Steinberg)
- Janet Montgomery (Jennie)
- Mark Cuban (lui-même)
- Beverly D'Angelo (Barbara Miller)
- Ryan Howard (lui-même)
- Drew Brees (lui-même)
- Minka Kelly (elle-même)
- Christina Aguilera (elle-même)
- Sasha Grey (elle-même)
- Eminem (lui-même)
- Rhys Coiro (Billy Walsh)
- John Cleese (lui-même)
- Malcolm McDowell (Terrance McQuewick)
- Kevin Love (lui-même)
- Jordan Farmar (lui-même)
- Tommy Gunn (Vince l'acteur porno)
- Lucas Ellin (Jonah Gold)